# 特魯羅鎮區 (伊利諾伊州諾克斯縣)
特魯羅鎮區（英語：Truro Township）是位於美國伊利諾伊州諾克斯縣的一個行政鎮區。

## 地方資料
根據2010年美國人口普查的數據，特魯羅鎮區的面積為92.60平方千米，當中陸地面積為92.50平方千米，而水域面積為0.10平方千米。當地共有人口809人，而人口密度為每平方千米8.74人。